# Enceinte de Montréal
L'enceinte de Montréal est une fortification située à Montréal, en France.

## Localisation
La fortification est située dans le département français de l'Yonne, sur la commune de Montréal.

## Historique
L'édifice est classé au titre des monuments historiques en 1923.